# IL13RA1
白介素-13受体α亚基1（Interleukin-13 receptor subunit alpha 1，缩写IL13R-α1或IL13RA1）也称为分化簇213A1（CD213A1，cluster of differentiation 213A1）是一种细胞表面蛋白质，由人类基因 IL13RA1 编码。